# ポツダム＝ミッテルマルク郡
ポツダム＝ミッテルマルク郡 (ドイツ語: Landkreis Potsdam-Mittelmark) は、ドイツのブランデンブルク州西部にある郡である。人口は約22万人であり、郡の境界はベルリンを中心に広がる扇状区画の原理に従い設定された。面積は2011年メクレンブルク＝フォアポンメルン州郡域改革が行われるまで、メクレンブルク＝フォアポンメルン州メクレンブルギッシェ＝ゼーエンプラッテ郡、またブランデンブルク州ウッカーマルク郡に次いで、ドイツで3番目に大きい郡であった。
北部はハーフェルラント郡、東部は郡独立市であるポツダム（北東部から東部にかけて食い込み、また郡名にもその名があるが当郡に属していない）、ベルリン州、テルトウ＝フレーミング郡、南部はザクセン＝アンハルト州ヴィッテンベルク郡、アンハルト＝ビッターフェルト郡、東部は同じくザクセン＝アンハルト州イェーリヒョウアー・ラント郡と接している。北西部では郡独立市であるブランデンブルク・アン・デア・ハーフェルをほぼ完全に囲んでいる。

## 地理
当郡の特徴となるのがバールート原流谷、ツァウヘ、ヌーテ＝ニープリッツ低地、中部ハーフェル渓谷の一部、高地フレーミング、テルトウの西部外縁部である。最高地点はバート・ベルツィヒ西方のハーゲルベルク（標高200メートル）であり、最も低い地点はハーフェルゼー近郊のハーフェル河畔、プリッツエルベ地区の28メートルである。
重要な河川はハーフェル川、ニープリッツ川、ヌーテ川、プラーネ川、ブッカウ川、エムスター川である。重要な湖は大ツェルン湖、小ツェルン湖 (Kleiner Zernsee)、大ゼディーン湖、シュヴィーロウ湖、テンプリーン湖である。自然公園は全域が郡内にあるもの、一部がかかるものを合わせ3か所ある。ホーアー・フレーミング自然公園、ヌーテ＝ニープリッツ自然公園、ヴェストハーフェルラント自然公園である。

## 歴史
ポツダム＝ミッテルマルク郡は1993年ブランデンブルク州郡改革の一環として同年12月6日に成立した。ベルツィヒ郡、ブランデンブルク郡、ポツダム郡、旧ユーターボーク郡の一部（アムト・トロイエンブリーツェン）が合併したものである。自治体区画改革の結果、2003年には以下の自治体が離脱した。ゴルヴィッツ (Gollwitz) とヴースト (Wust) がブランデンブルク・アン・デア・ハーフェルに編入、ファールラント、ノイ・ファールラント、マルクヴァルト、ユッツ＝パーレン、ザッツコルン、グロース・グリーニッケ、ゴルムがポツダムに編入、ゼーブルクがハーフェルラント郡に編入された。

## 人口動態
ポ ツダム＝ミッテルマルク郡の人口動態は以下の表のとおりである（1990年の人口は同年10月3日のもの、1991年からはその年の12月31日のも の）。数値は統計時の郡域によるものである（当郡成立以前の1990年から1992年の数値は、1993年12月6日領域に合わせた数値）。2003年 10月26日の自治体区画改革は、人口が約13,900人減少する結果となった。
| 年   | 人口    |
| ---- | ------- |
| 1990 | 172,340 |
| 1991 | 170,600 |
| 1992 | 170,833 |
| 1993 | 172,224 |
| 1994 | 175,766 |
| 1995 | 180,324 |
| 1996 | 184,987 |
| 1997 | 192,300 |
| 1998 | 200,022 |
| 1999 | 205,788 |

| 年   | 人口    |
| ---- | ------- |
| 2000 | 210,031 |
| 2001 | 212,230 |
| 2002 | 214,227 |
| 2003 | 201,335 |
| 2004 | 202,630 |
| 2005 | 203,477 |
| 2006 | 204,007 |
| 2007 | 204,510 |
| 2008 | 204,277 |
| 2009 | 204,594 |

| 年   | 人口    |
| ---- | ------- |
| 2010 | 205,070 |
| 2011 | 203,391 |
| 2012 | 204,388 |
| 2013 | 205,520 |

- 現在の郡域の人口動態と予測
- 1875年からの人口動態（領域は今日のもの）
- 人口動態予測
- 年齢構成予測

出典：ベルリン＝ブランデンブルク統計局、ブランデンブルク州建設交通局、ベルテルスマン財団による詳細なデータはWikimedia CommonsのPopulation Projection Brandenburg にある。

## 政治

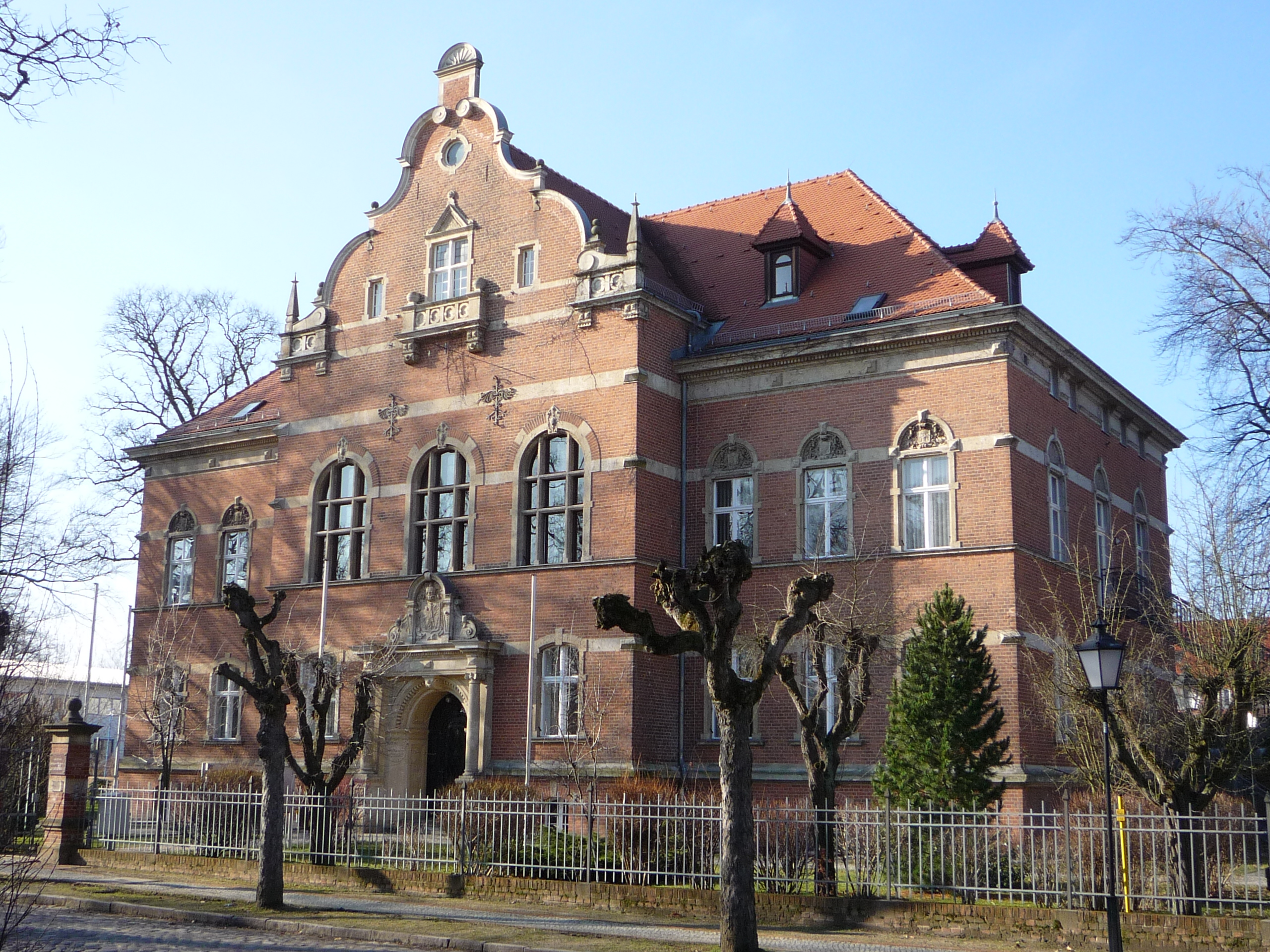
バート・ベルツィヒにある古くからの郡庁舎

### 郡長
- 1994年 - 2009年：ロタール・コッホ (Lothar Koch, SPD)
- 2009年 -: ヴォルフガング・ブラジヒ (Wolfgang Blasig, SPD)

### 郡議会
郡議会は56議席と郡長から構成されている。
| 政党/会派                                                                | 議席 |
| ------------------------------------------------------------------------ | ---- |
| ドイツ社会民主党 (SPD)                                                   | 15   |
| ドイツキリスト教民主同盟 (CDU)                                           | 16   |
| 左翼党 (ドイツ) (LINKE)                                                  | 8    |
| Freie Bauern und Bürger (FBB)                                            | 3    |
| 自由民主党 (ドイツ) (FDP)                                                | 2    |
| 同盟90/緑の党 (GRÜNE)                                                    | 1    |
| ドイツ国家民主党 (NPD)                                                   | 1    |
| Listenvereinigung BIK e.V. Kleinmachnow / B.I.T. e.V. Teltow (Liste BIK) | 1    |
| ドイツのための選択肢 (AfD)                                               | 3    |
| ブランデンブルク統一市民運動(BVB)                                        | 2    |
| 合計                                                                     | 56   |

（2014年5月25日、2014年ブランデンブルク州自治体選挙結果）

### 紋章
紋章は1996年10月25日に承認された。
紋章記述：「4つの部分から成り立つ。第1部分は銀色の地に嘴と爪が金色の赤い鷲、第2部分は黒地に左斜めに置かれた3枚の葉のついた金色の柏の枝、第3部分は9条の黒色と金色の格子、第4部分は銀色地に交差した2つの赤い鍵」。
当郡のアムト、市町村の紋章はポツダム＝ミッテルマルク郡内の紋章一覧を参照。

## 経済
経済はもっぱら中小企業によるものであり、工業はわずかである。北東部ではベルリン/ブランデンブルク大都市圏の地の利から、とりわけサービス業、先端技術関連の企業が進出している。例としてシュターンスドルフ、テルトウ、クラインマッハノウがある。クラインマッハノウにはeBayのドイツ本部、テルトウにはO₂の東部ドイツ支部がある。ヴェルダー (ハーフェル)とブランデンブルク・アン・デア・ハーフェルの間には、果樹栽培地が比較的多く、ベーリッツ周辺ではアスパラガスが栽培されている。
郡庁所在地であるバート・ベルツィヒは、温泉施設シュタインテルメのある保養地 (Kurort) であり、また新興観光地である高地フレーミング地方の中心地である。観光はハーフェル川やこれに連なる数々の湖沼、またゼディーン湖やヌーテ＝ニープリッツ低地においても重要な収入源である。南部と南西部は主に農業と林業が行われている。
2008年の平均では失業率は8.3％とドイツ東部で5番目に低い数値であり、州都ポツダムの8.2％に次ぐ結果である（民間総労働人口に基づく）。

## 交通
- 鉄道：

ベルリン - ポツダム中央駅 - ブランデンブルク・アン・デア・ハーフェル - マクデブルク（ベルリン-マクデブルク線）
ベルリン - バート・ベルツィヒ - デッサウ（ベルリン-ヴェツラー線、または旧軍事戦略鉄道「大砲線」）
ベルリン - ポツダム・ピルシュハイデ - オラーニエンブルク（ベルリン外環状線）
ポツダム - ベーリッツ - トロイエンブリーツェン - ユーターボーク
ベルリン - ルターシュタット・ヴィッテンベルク - ビッターフェルト - ライプツィヒ/ハレ (ザーレ)（ベルリン-ハレ線）
貨物輸送ついてはポツダム南方のゼディーン (バイ・ポツダム)に操車場がある。路線はポツダム中央駅を経由せずベルリン－デッサウを直接結んでいる。
- 連邦自動車道路：連邦自動車道路2号線、連邦自動車道路9号線、連邦自動車道路10号線（ベルリン環状道路）、連邦自動車道路115号線（ドイツ語版）
- 連邦道路：連邦道路1号線、連邦道路2号線、連邦道路102号線（ドイツ語版）、連邦道路107号線（ドイツ語版）、連邦道路246号線（ドイツ語版）
- 自転車道路：ヨーロッパ自転車道R1（ドイツ語版）
- 長距離ハイキングルート：ヨーロッパ長距離ハイキングルートE11（ドイツ語版）
- ドイツ並木街道
- 水路

ハーフェル下流水道、エルベ＝ハーフェル運河、エムス運河

## 市町村
ブランデンブルク州の自治体区域改革が2003年に完了した後、9市を含む以下38町村が含まれている。
人口は2023年12月31日のもの。
| 都市 （¹アムト所属市） 1. バート・ベルツィヒ（11,216人） 2. ベーリッツ（13,794人） 3. ブリュック¹（4,248人） 4. ハーフェルゼー¹（3,212人） 5. ニーメック¹（2,056人） 6. テルトウ（27,880人） 7. トロイエンブリーツェン（7,422人） 8. ヴェルダー (ハーフェル)（26,970人） 9. ツィエーザー¹（2,493人） アムト非所属自治体 1. グロース・クロイツ (ハーフェル)（8,988人） 2. クラインマッハノウ（20,152人） 3. クロスター・レニーン（11,355人） 4. ミッヒェンドルフ（13,950人） 5. ヌーテタール（9,269人） 6. シュヴィーロウゼー（10,921人） 7. ゼディーナー・ゼー（4,847人） 8. シュターンスドルフ（16,266人） 9. ヴィーゼンブルク/マルク（4,251人） | アムト及び所属自治体 1. アムト・ベーツゼー (アムト所在地：ベーツゼー、ブリーロウ地区) （8,353人） 1. ベーツゼー（2,733人） 2. ベーツゼーハイデ（701人） 3. ハーフェルゼー、都市（3,212人） 4. ペーヴェジーン（521人） 5. ロースコウ（1,186人） 2. アムト・ブリュック （11,965人） 1. ボルクハイデ（2,214人） 2. ボルクヴァルデ（2,131人） 3. ブリュック、都市 （4,248人） 4. ゴルツォウ（1,391人） 5. リンテ（928人） 6. プラーネブルッフ（1,053人） 3. アムト・ニーメック （4,678人） 1. ミューレンフリース（932人） 2. ニーメック、都市 （2,056人） 3. プラーネタール（904人） 4. ラーベンシュタイン/フレーミング（786人） | 4. アムト・ヴスターヴィッツ （5,159人） 1. ベンスドルフ（1,273人） 2. ローゼナウ（865人） 3. ヴスターヴィッツ（3,021人） 5. アムト・ツィエーザー （6,095人） 1. ブッカウタール（469人） 2. ゲルツケ（1,240人） 3. グレーベン（521人） 4. ヴェンツロウ（530人） 5. ヴォリーン（842人） 6. ツィエーザー、都市 （2,493人） |